# Premi Feroz al millor actor de repartiment d'una sèrie
El Premi Feroz al millor actor de repartiment d'una sèrie és un premi que s'entrega anualment, des del 2017, com a part dels Premis Feroz, creats per l'Associació d'Informadors Cinematogràfics d'Espanya.

## Guanyadors i nominats
| Edició | Any  | Foto | Guanyador                   | Obra                              | Nominats |
| ------ | ---- | ---- | --------------------------- | --------------------------------- | --- |
| IV     | 2017 |      | José Sacristán i Hugo Silva | Velvet i El Ministerio del Tiempo | - Patrick Criado, per Mar de plástico - Jaime Blanch, per El Ministerio del Tiempo - Julián Villagrán, per El Ministerio del Tiempo                                         |
| V      | 2018 |      | Miguel Rellán               | Vergüenza (sèrie de televisió)    | - Jaime Blanch, per El Ministerio del Tiempo - Àlex Monner, per Sé quién eres - Alejo Sauras, per Estoy vivo - Paco Tous, per La casa de papel                              |
| VI     | 2019 |      | Antonio Durán               | Fariña                            | - Miguel Rellán, per Vergüenza - Jesús Carroza, per El día de mañana - Karra Elejalde, per El día de mañana - Manolo Solo, per La peste - Julián Villagrán, por Arde Madrid |
| VII    | 2020 |      | Enric Auquer                | Vida perfecta                     | - Jesús Carroza, per La peste - Óscar Casas, per Instinto - Eduard Fernández, per Criminal - Adam Jezierski, por Vota Juan                                                  |
| VIII   | 2021 |      | Patrick Criado              | Antidisturbios                    | - Manolo Solo, per 30 monedas - Eneko Sagardoy, per Patria - Willy Toledo, per Los favoritos de Midas - Mikel Laskurain, per Patria                                         |